# Ludovika-Akademie

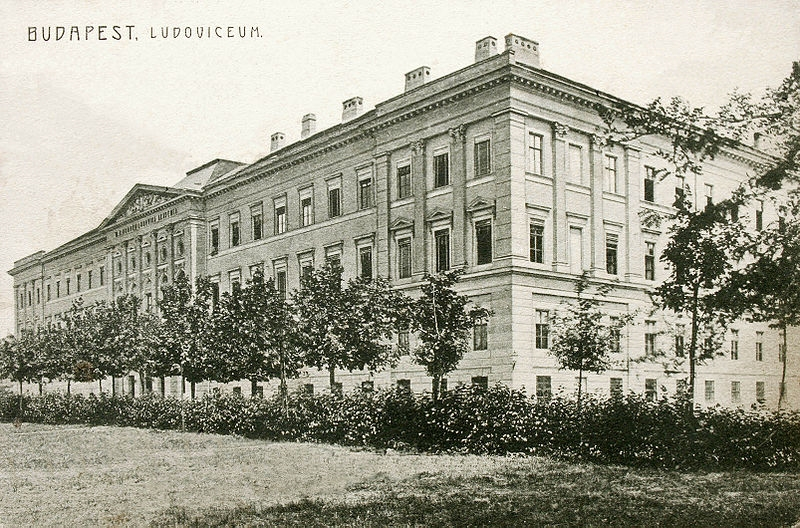
Die Ludovika-Akademie in Budapest

Die Königlich Ungarische Ludovika-Akademie, ursprünglich Ludoviceum genannt, war eine Kadettenschule – ab 1897 Militärakademie – im ungarischen Pest (später Budapest). Zusätzlich gab es eine Landwehr-Oberrealschule in Sopron und zwei Landwehrkadettenschulen.

## Funktion
Die Akademie war eine Stiftung zur Heranbildung von Berufsoffizieren primär für die k.u. Landwehr. Die Absolventen konnten sich jedoch auch für eine Dienstverwendung bei der gemeinsamen Armee bewerben. Von 1872 bis 1897 hatte sie den Status einer Kadettenschule in der 14- bis 17-jährige Zöglinge als Stiftlinge (kostenlos) oder als Zahlzöglinge aufgenommen wurden. Jährlich wurden 90 Zöglinge aufgenommen. Es gab vier Jahrgänge und danach wurden die Zöglinge als Kadett-Feldwebel und bei sehr gutem Erfolg als Kadett-Offiziersstellvertreter zur Truppe ausgemustert. Die zwei Jahrgangsbesten wurden als Leutnante ausgemustert. 1897 wurde die Ludovika-Akademie dann der Theresianischen Militärakademie in Wiener Neustadt in allen Belangen gleichgestellt und so musterten alle Absolventen als Leutnante zur Truppe aus.

## Uniform
Die Uniform der Zöglinge entsprach in Farbe und Schnitt der königlich-ungarischen Landwehr. Die Kopfbedeckung war ein dunkelblauer Tschako mit goldseidener Borte. Der dunkelblaue Waffenrock (Dolman) war mit weichselroten Kragen und Ärmelverschnürungen versehen, die Uniformhosen hatten krapprote Passepoils.

## Geschichte

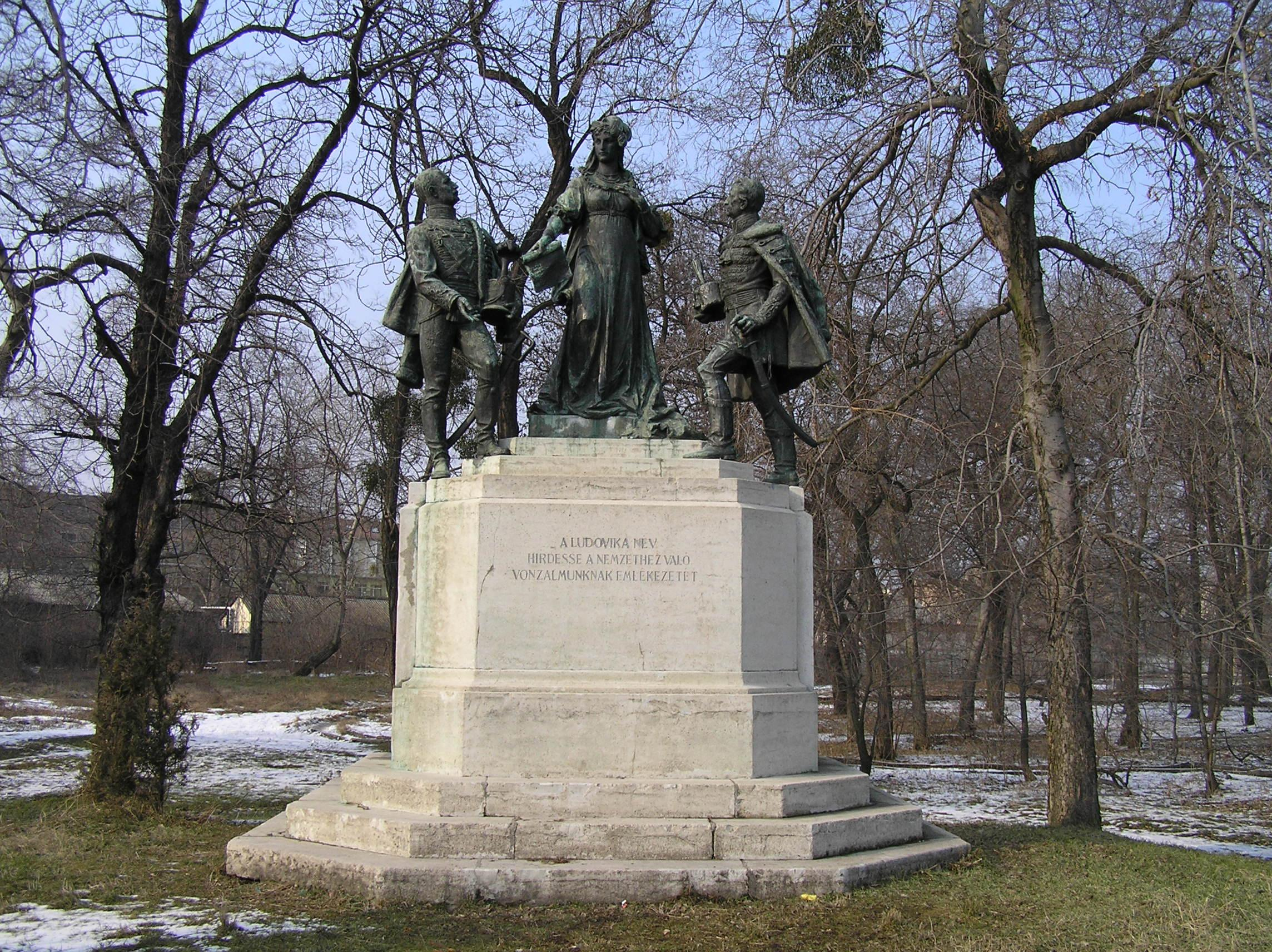
Denkmal für Maria Ludovika im Garten des Ludoviceums in Budapest. (links Platin Joseph, rechts Graf János Butler)

Die Gründung der Ludovika-Akademie erfolgte im Jahre 1808 (7. Gesetzesartikel) durch den ungarischen Reichstag. Ihren Namen erhielt sie von Maria Ludovika, der dritten Ehefrau des österreichischen Kaisers Franz I. (in Ungarn König Ferenc I.).
Das ungarische Krönungsgeschenk in der Höhe von 50.000 Forint stiftete Maria Ludovika zur Errichtung der Akademie. Obwohl andere Spender, überwiegend aus der ungarischen Aristokratie, weit höhere Beträge stifteten (z. B. 126.000 Forint von Graf János Buttler) nannte man die Akademie aus Loyalität zur Herrscherfamilie Ludovika-Akademie. Mehrere Familien spendeten Grundstücke für die Errichtung eines passenden Gebäudekomplexes.
Bei dem Gebäude handelt es sich um einen zweistöckigen Bau im klassizistischen Stil, der von dem Architekten Mihály Pollack geplant wurde. Die ursprüngliche Kapelle im Inneren des Gebäudes (1836–37) stammt von Ferenc Uhr. Im Jahre 1880 wurde das Gebäude vom Architekten Joseph Kauser um ein neues Seitengebäude erweitert. Mit den Bauarbeiten wurde – trotz finanzieller Knappheit – bereits in den 1820er Jahren begonnen.
Erst 1830 waren ausreichend Geldmittel vorhanden, sodass der ungarische Palatin Erzherzog Joseph (ungarisch: József nador) die Grundsteinlegung am 28. Juni 1830 vornehmen konnte. In weiterer Folge boykottierte die ungarische Regierung jedoch das Projekt, weil man das Geld anderweitig verwenden wollte. Es dauerte bis 1839, bis der Gebäudekomplex fertig war. Doch die Eröffnung der Akademie wurde bis Anfang 1849 hinausgezögert.
Die Eröffnung der Akademie wurde durch die Revolution von 1848 weiter verzögert. Die Ungarn hatten sich gegen die Herrscherfamilie erhoben und eine kaiserliche Armee hatte die Magyaren mit Hilfe des russischen Zaren geschlagen. Erst am 21. November 1872 konnte die Akademie ihren Betrieb aufnehmen.

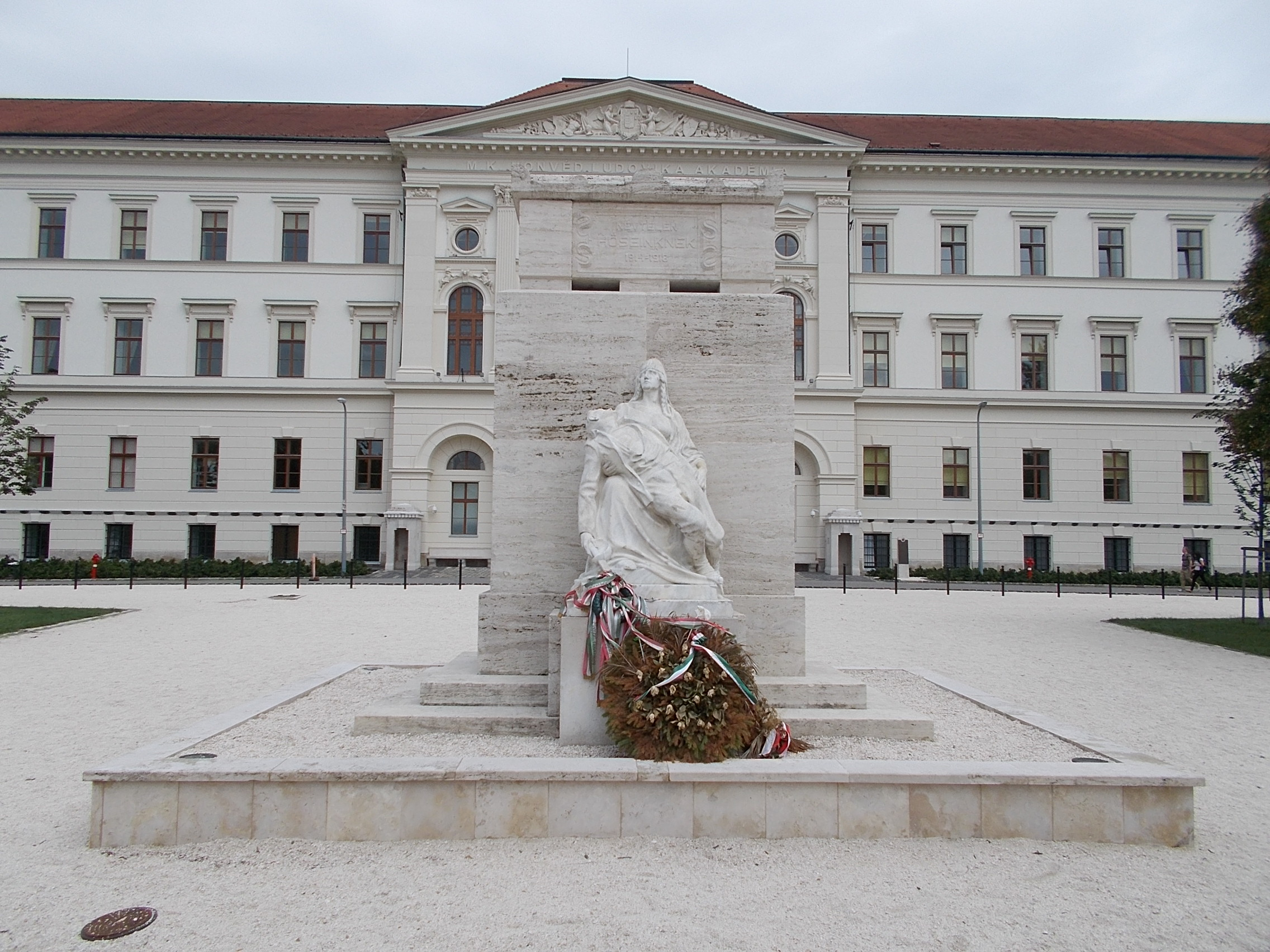
Das Ludoviceum im Jahre 2015

1897 wurde sie der Theresianischen Militärakademie in Wiener Neustadt gleichgestellt. Während der viermonatigen Räterepublik kam es am 24. Juni 1919 zu einem kurzfristigen Putschversuch durch Kadetten der Ludovika-Akademie, der 17 Todesopfer forderte und von der Ungarischen Roten Armee niedergeschlagen wurde. Nach der deutschen Besetzung Ungarns wurde die Akademie Ende 1944 in Budapest geschlossen und nach Kőszeg verlegt. Nach dem Zweiten Weltkrieg wurde die Akademie aufgelöst und musste ihre Tätigkeit ganz einstellen; sie wurde nicht wiederbelebt.
Der Gebäudekomplex besteht noch heute am Ludovikaplatz in der Josephstadt (VIII. Bezirk in Budapest). Heute ist darin ein Teil des ungarischen Naturwissenschaftlichen Museums sowie ein humanistisches Gymnasium untergebracht, das nach Raoul Wallenberg benannt ist.